# Henry Christensen
Pour les articles homonymes, voir Christensen.
Henry Christensen, né le 5 janvier 1922 à Copenhague (Danemark) et mort le 30 décembre 1972 à Glostrup (Danemark), est un homme politique danois membre du parti Venstre, ancien ministre et ancien député au Parlement (le Folketing).